# Algerijnse Burgeroorlog
De Algerijnse Burgeroorlog, ook het zwarte decennium of decennium van het terrorisme genoemd, was een religieuze burgeroorlog tussen de Algerijnse overheid en gewapende islamitische groeperingen die duurde van 1991 tot 2002. Schattingen maken gewag van meer dan 150.000 dodelijke slachtoffers. Ook werden 70 journalisten omgebracht door ofwel veiligheidstroepen of islamitische groeperingen. De regering in Algerije trok in het conflict uiteindelijk aan het langste eind.

## Aanleiding en verloop van het conflict
De burgeroorlog begon in december 1991, op het moment dat de regering naar aanleiding van de uitslag van de eerste ronde van de verkiezingen de tweede ronde van deze verkiezingen prompt annuleerde. Op die manier trachtte men een overwinning van het Front Islamique du Salut (FIS) te voorkomen, omdat de uitslag van de eerste ronde deed vermoeden dat het FIS de verkiezingen naar alle waarschijnlijkheid zou winnen. De motivatie van de regering was de vrees dat het FIS een einde zou maken aan de democratie en de sharia zou invoeren. Na het verbieden van het FIS en de daaropvolgende arrestatie van duizenden aanhangers, zijn verschillende islamitische gewapende groeperingen actief geworden, wat resulteerde in een gewapende strijd tegen de regering en tegen iedereen die de overheid steunde. Er waren heel wat gewapende groeperingen waarvan de meest beruchte en gewelddadige het Mouvement Islamique Armé (MIA) is, die opereert in de bergen en de Groupe Islamique Armé (GIA) dat de steden als uitvalsbasis heeft. De fundamentalisten hebben in het begin van het conflict alleen maar het leger en politie als doel gehad, maar snel gingen afscheuringen van deze groeperingen ook burgers aanvallen. In 1994, terwijl onderhandelingen tussen de regering en de leiders van het FIS plaatsvonden, verklaarde de GIA de oorlog aan het FIS en zijn aanhangers. Ondertussen vormden de MIA en verschillende kleine gewapende groeperingen samen het Armée islamique du Salut (AIS), een gewapende aftakking van het FIS. 
Vlak daarna mislukten de besprekingen, en nieuwe verkiezingen vonden plaats. De verkiezingen werden gewonnen door de kandidaat van het leger, generaal Liamine Zéroual. Het conflict tussen de GIA en het AIS werd ondertussen steeds bloediger. In de loop der jaren heeft de GIA een bloedige reeks moordpartijen tegen hele dorpen gepleegd, met een piek in 1997 op het moment van de verkiezingen. Die werden gewonnen door een nieuw gecreëerde politieke partij gesteund door het leger, het Rassemblement National Démocratique (RND). De AIS moest strijd leveren op twee fronten tegelijkertijd en kon de strijd niet meer aan. Het onderhandelde met de regering in 1997 voor een staakt-het-vuren, terwijl binnen de GIA zelf verzet ontstond naar aanleiding van de nieuwe koers en de moordpartijen op burgers. In 1999, toen een nieuwe president verkozen werd, Abdelaziz Bouteflika, volgde er een wet die amnestie verleende aan de meeste gewapende strijders. Dit om de bereidheid om zich te laten ontwapenen te vergroten, en om de strijders te stimuleren opnieuw te integreren in de burgersamenleving. De Algerijnse overheid bond de strijd aan tegen de overblijvende GIA-verzetshaarden gedurende de twee daarop volgende jaren, zodat het geweld tegen het jaar 2002 grotendeels in de kiem werd gesmoord.

## Na de burgeroorlog
Een afsplitsing van de GIA, de Groupe Salafiste pour la Prédication et le Combat (GSPC) (Frans voor: Salafistische Groep voor prediking en gevecht) werd opgericht in 1998. Ze bleef vooral in de periferie van Kabylië, een bergachtig gebied in het noorden van het land, activiteiten ontplooien. Deze groep voelde niets voor amnestie en ging door met de gewapende strijd. Ze distantieerde zich wel van de eerdere massamoorden op de burgerbevolking en verklaarde zich te concentreren op het aanvallen van leger en politie. In 2003 waren er echter geruchten dat ook de GSPC zich schuldig maakte aan geweld tegen de burgerbevolking. De organisatie verklaarde zich eind 2006 loyaal aan het wereldwijde terroristennetwerk Al Qaida en veranderde haar naam in Groep Al Qaida in de Islamitische Maghreb. Deze groep eiste de verantwoordelijk op voor meerdere terroristische daden, waaronder de ontvoering van een aantal Spaanse ontwikkelingsmedewerkers in Mali in 2010. 
De Algerijnse defensie en met name de anti-terroristische strijdkrachten zijn anno 2015 sterk verbeterd en gemoderniseerd. Aanslagen zijn in het land een zeldzaamheid geworden.